# Międzynarodówka Centrowych Demokratów
Międzynarodówka Chadecka (hiszp. la Internacional Demócrata Cristiana, ang. Christian Democratic International – CDI, dawniej Międzynarodówka Partii Chrześcijańsko-Demokratycznych i Ludowych, obecnie Międzynarodówka Centrowych Demokratów) – międzynarodówka skupiająca partie chadeckie. Powstała w 1961 roku w wyniku połączenia europejskiej i amerykańskiej organizacji chadeckiej; początkowo (do 1982 roku) nosiła nazwę Światowej Unii Chrześcijańskich Demokratów (WUCD).
Przewodniczącym CDI jest były prezydent Kolumbii Andrés Pastrana Arango.
Międzynarodówka Chadecka liczy nieco ponad 100 członków, pochodzących głównie z Europy i Ameryki Południowej. Niektóre partie należące do CDI, są także członkami Międzynarodowej Unii Demokratycznej (IDU). CDI bliżej jednak do politycznego centrum. Polskę reprezentuje Platforma Obywatelska i Polskie Stronnictwo Ludowe.
CDI składa się z 3 organizacji regionalnych:
- Europejska Unia Chrześcijańsko-Demokratyczna (EUCD),
  - Europejska Partia Ludowa – największe ugrupowanie w Parlamencie Europejskim,
- Unia Chrześcijańskich Demokratów Europy Środkowej (CDUCE) – partie z krajów postkomunistycznych,
- Organizacja Chrześcijańskich Demokratów Ameryki (OCDA) – organizacja regionalna w Ameryce Łacińskiej.